# Oie
Pour les articles homonymes, voir OIE et Oie (homonymie).
Taxons concernés
parmi les genres suivant :
- Anser
- Branta
- Chen
- Cereopsis
- Plectropectusmodifier

Oie (/wa/) est un nom vernaculaire ambigu  en français. Les oies forment un groupe d'oiseaux appartenant à la famille des anatidés parmi laquelle on trouve aussi les cygnes et les canards. Le terme « oie » ne désigne pas spécifiquement les espèces du genre Anser, ni même les espèces de la sous-famille des Anserinae. Ainsi on qualifie volontiers les Anserinae, que ce soit les bernaches et les céréopses, d'oies mais aussi les ouettes regroupées au sein des Tadorninae. Ce sont des oiseaux aquatiques assez grands, apparentés aux canards (plus petits) et aux cygnes (plus grands). On distingue aussi les oies sauvages et les oies domestiques. Les oies cacardent.
La plupart des espèces d'Europe, d'Asie et d'Amérique du Nord sont migratrices à l'état sauvage. Les différentes espèces d'oies sont principalement végétariennes, quelques espèces peuvent même nuire aux agriculteurs en pâturant leurs champs.
Les petits s'appellent des oisons. Le terme jars ne s'applique qu'aux mâles des oies domestiques.
Plusieurs espèces d'oies ont été domestiquées. L'Oie cendrée (Anser anser) est à l'origine des races européennes, mais en Asie l'Oie cygnoïde (Anser cygnoides) possède une histoire tout aussi longue. Les races d'oies domestiques sont donc issues de ces deux espèces indépendamment ou de leurs hybrides qui ne sont pas stériles.
Les oies sont connues pour leur tendance à être timides et méfiantes envers les humains. Pour apprivoiser efficacement une oie, il est recommandé de l'adopter à un âge précoce. En investissant du temps régulier dans son éducation et son soin, il est possible d'établir des liens progressivement plus étroits avec l'animal. Après quelques mois d'interaction positive, une oie en confiance peut être amenée à accepter la nourriture de la main, à se laisser caresser, à jouer dans l'eau en compagnie de l'humain, voire à être portée dans les bras.

## Étymologie
Le substantif féminin,,, « oie » (prononcé [wa] ou [wɑ]) est une réfection, d'après oiseau,,, de l'ancien français, oe, oue (« oie »), lui-même emprunté, par l'intermédiaire du latin tardif, puis médiéval auca,,,, (« oiseau », en particulier « oiseau de basse-cour » puis « oie »), du latin classique avis,,,, (« oiseau »). Auca serait une contraction d'un *avica, dérivé de avis,. La forme oie est régionale, la forme normale en ancien français étant oue (cf. Rue aux Ours, à Paris et à Rouen, réfection, par fausse étymologie, de la Rue aux Oues, c'est-à-dire, la « Rue des Oies »).
Le latin auca se retrouve dans d'autres langues romanes que le français : l'occitan (auca), le catalan (oca), l'italien (oca).
En revanche, l'ensemble des dénominations des langues indo-européennes dont le latin classique (Anser) dérive d'un terme indo-européen originel spécifique *ghans (que l'on retrouve dans le sanskrit Hamsa).

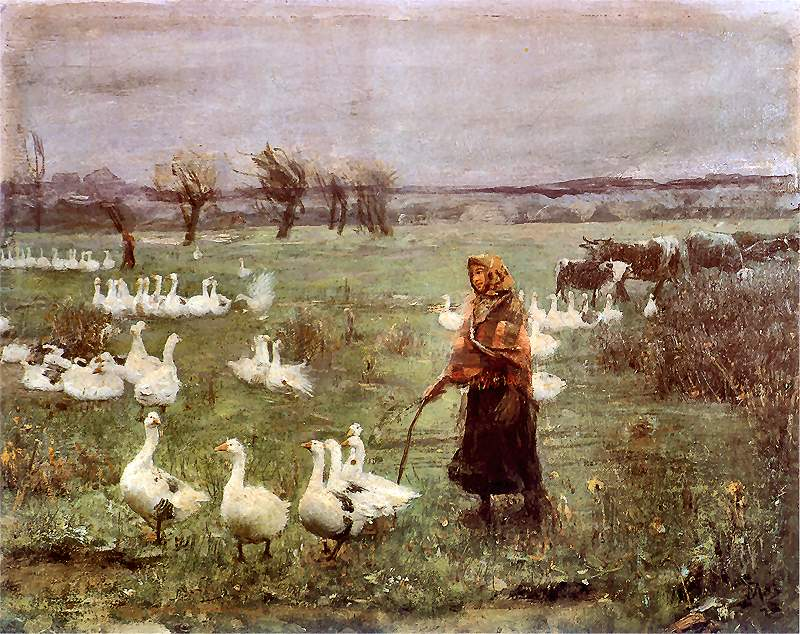
La bergère aux oies, T. Axentowicz, 1883.

## Alimentation
La plupart des espèces d'oies sont principalement végétariennes et complètent leur diète par des mollusques ou larves d'insectes. On a aussi observé des oies rechercher des coquilles de certains mollusques bivalves au printemps, probablement pour leur teneur en calcium, alors que les femelles vont avoir besoin de produire des œufs. Ce calcium pourrait aussi réduire la gravité des intoxications saturnines induites par l'ingestion de billes de plomb de chasse (confondues avec les petits cailloux ronds ingérés comme gastrolithes par de nombreux oiseaux).
Comme les poules et les canards, les oies consacrent une grande partie de leur journée à se nourrir, contribuant ainsi à entretenir les espaces verts de manière écologique. Elles manifestent un fort appétit pour les grains de céréales ainsi que pour les légumes verts tels que la salade et les feuilles de pissenlits. Il est essentiel de veiller à ce que les oies disposent en permanence d'eau propre pour s'abreuver. De plus, la présence d'une bassine d'eau leur permet de se laver les plumes et facilite leur comportement de reproduction[réf. souhaitée].

## Espèces d'oies
Genre Anser
- Oie cendrée, Anser anser
- Oie rieuse A. albifrons
- Oie naine A. erythropus
- Oie des moissons A. fabalis
- Oie à bec court A. brachyrhynchus
- Oie tigrée ou Oie à tête barrée A. indicus
- Oie cygnoïde, A. cygnoides

Genre Anser ou Chen (dépendant de l'autorité)
- Oie des neiges Anser caerulescens ou Chen caerulescens
- Oie de Ross, A. rossii ou C. rossii
- Oie empereur, A. canagicus ou C. canagica

Genre Anseranas
- Canaroie semipalmée Anseranas semipalmata

Genre Branta, les bernaches
- Bernache cravant Branta bernicla
- Bernache nonnette B. leucopsis
- Bernache de Hutchins B. hutchinsii
- Bernache du Canada B. canadensis (dite aussi « outarde »)
- Bernache à cou roux B. ruficollis
- Bernache néné ou Bernache d'Hawaii, B. sandvicensis

Genre Cereopsis
- Céréopse cendrée, Cereopsis novaehollandiae

Genre Plectropectus
- Oie-armée de Gambie Plectropectus gambensis

## Dans la mythologie, les légendes et dans la fiction

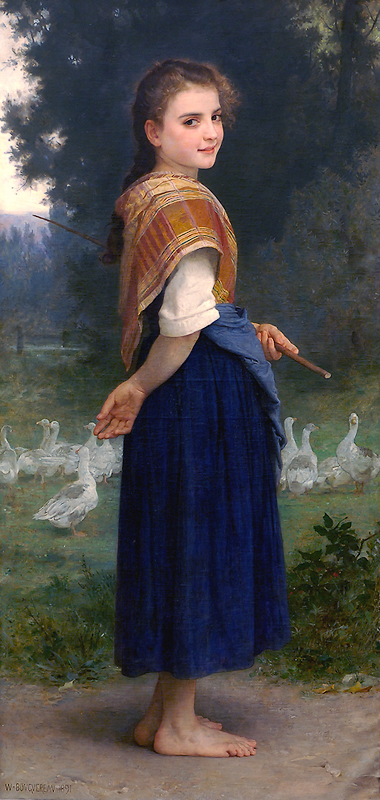
La Gardienne d'oies, peinture réaliste
(œuvre de William Bouguereau - XIX).

Les Oies de Meïdoum, en Égypte, sont une des plus anciennes représentations d'oies. Aphrodite a plusieurs fois été représentée sur un char tiré par des oies blanches ou des cygnes, mais chez les anciens Grecs l'oie ou le cygne sont porteurs de la même symbolique. Chez les peuples gaulois, c'est Belisama qui est représentée chevauchant une oie. Chez les Romains, l'oie est associée au culte de Junon, à la suite de l'épisode raconté plus tard par  Tite-Live des oies du Capitole qui sauvèrent Rome par leurs cris vers -390, lorsque des Gaulois attaquèrent le Capitole de nuit, Junon étant la déesse protectice de la monnaie qui s'y trouvait.
Une fable d'Ésope raconte l'histoire d'un fermier possédant une oie pondant des œufs d'or ; il décide de la tuer afin d'obtenir tous les œufs d'or à la fois, mais perd ainsi la source de sa richesse. La Fontaine a écrit La Poule aux œufs d'or qui reprend la même histoire avec un autre oiseau.

Le jeu de l'oie est un jeu ancien de divination encore très apprécié des enfants. Le jeu du Monopoly en est une version moderne.
L'oie, parfois représentée comme un cygne dans l'iconographie moderne, est un des véhicules (vahana) du dieu hindou Brahmâ, dieu-Créateur – « l'Aïeul de tous les êtres » – de la mythologie hindoue, né dans un œuf d'or rayonnant de Lui-même : l'« Univers » étant d'ailleurs traduit littéralement dans les langues indiennes par l'Œuf de Brahmâ : Brahmânda (« Univers »).
Le Merveilleux Voyage de Nils Holgersson à travers la Suède (également à l'origine du dessin animé Nils Holgersson), est un roman qui décrit le voyage d'un enfant réduit magiquement en taille qui est emporté par le jars de la ferme et accompagne un troupeau d'oies sauvages à travers toute la Suède dans leur migration vers la Laponie.
L’oie est un des esprits totems de la roue de la vie des Amérindiens. En Chine, l’oie est considérée comme un principe yang qui illumine la nature. Pour les Tchéous, l'oie symbolise le mariage ; le mari doit offrir une oie lors de la signature du contrat de fiançailles.
La patte d'oie est un symbole magique du Moyen Âge. Les lépreux devaient porter une patte d’oie jaune, alors symbole d'impureté. La reine Pédauque, pé d'auca = pied d'oie, une reine lépreuse, connue par le roman La Rôtisserie de la reine Pédauque, en est une illustration.

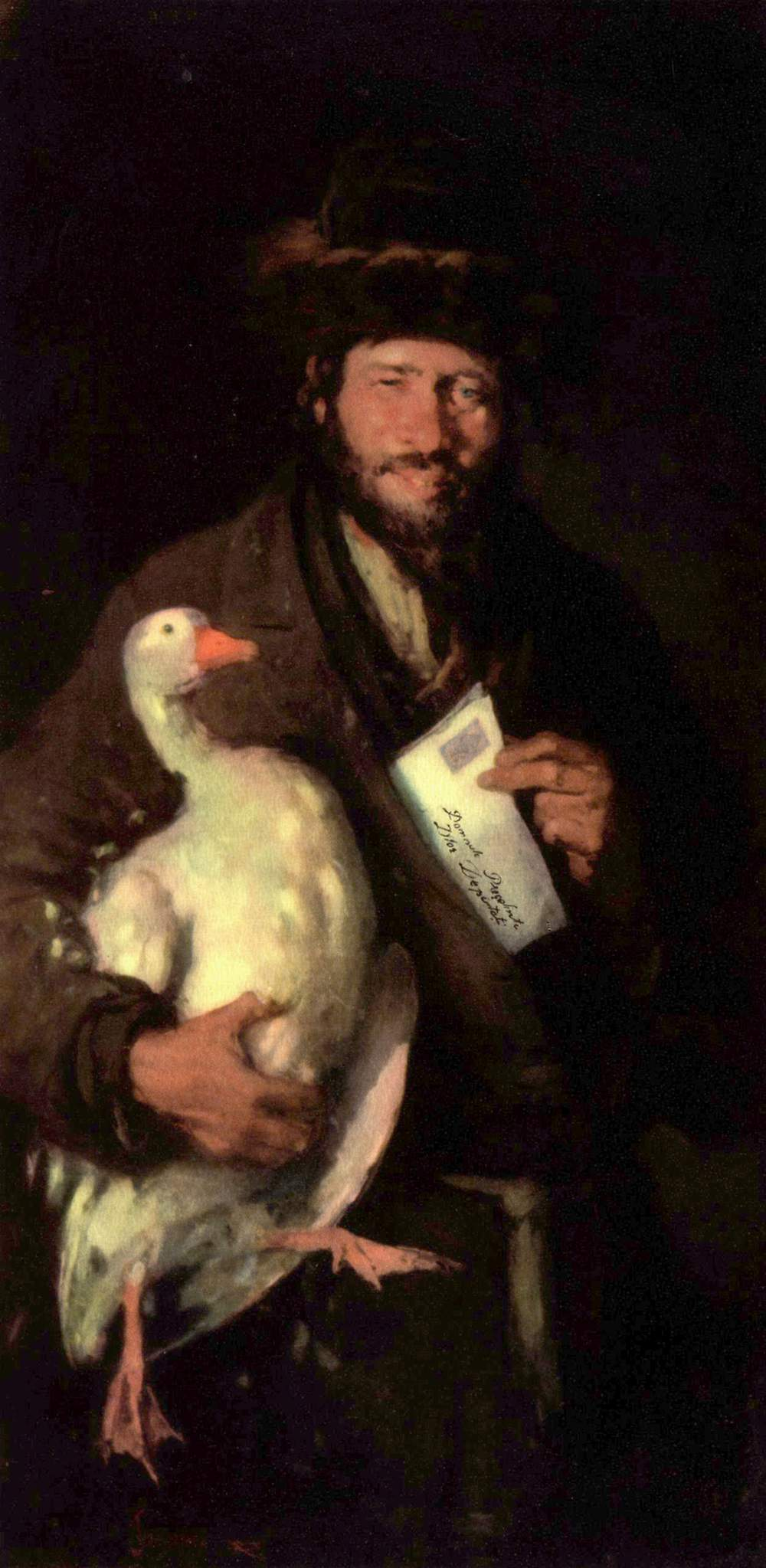
Le Juif à l'oie, N. Grigorescu, 1880.

Plusieurs tableaux montrent un Juif tenant une oie, symbole ici de sa supposée cupidité.

## Symbole ou emblème

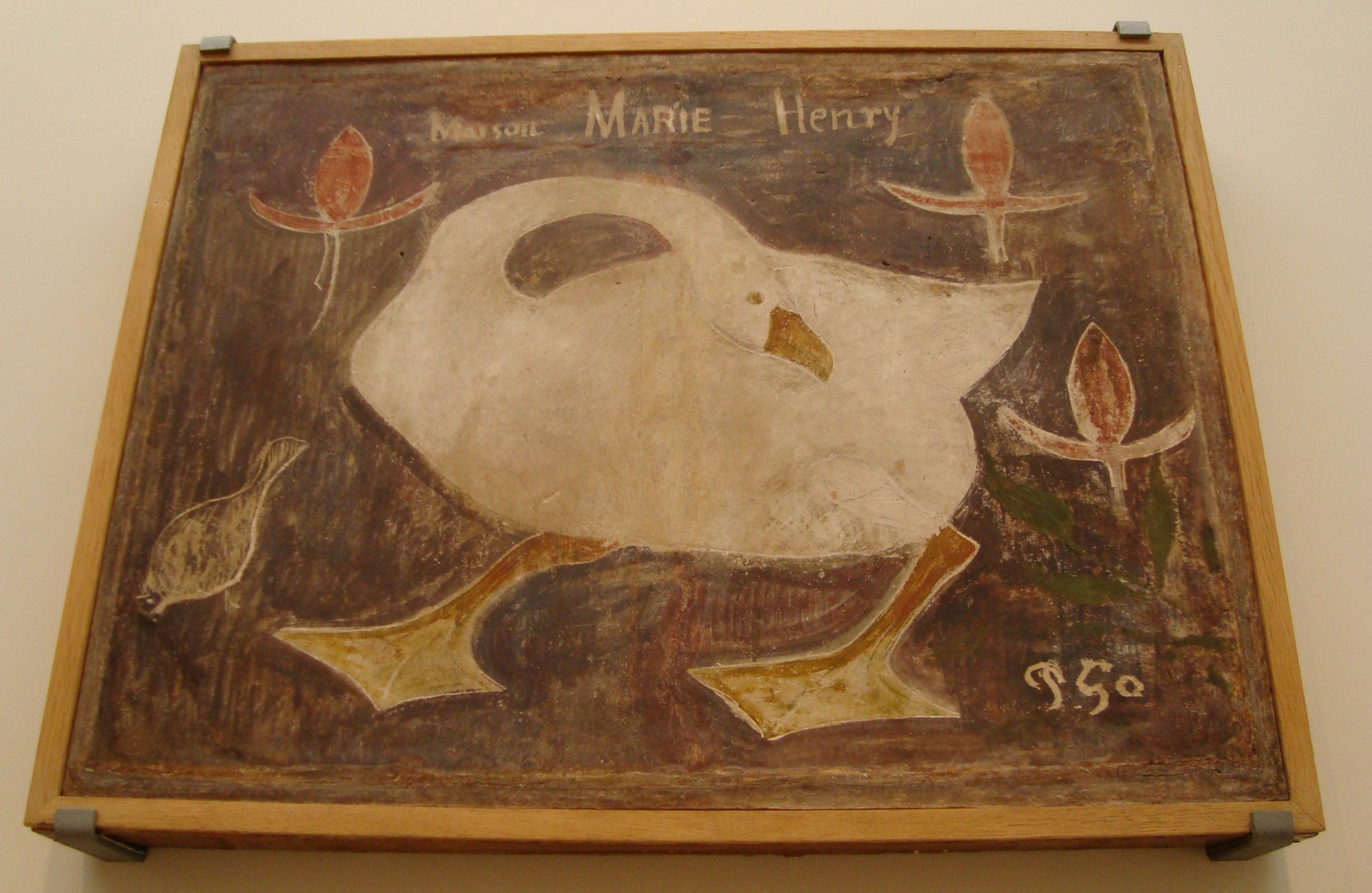
Oie de Paul Gauguin.

- La ville de Visé est surnommée la « Cité de l'Oie » et ses habitants, appartenant ou non à la Confrérie de la Délicieuse Oie du Gay Savoir en Bien Mangier, y préparent traditionnellement[13] l’« oie à l’instar de Visé », cuisant le volatile dans un bouillon de légumes qui sert ensuite de fond pour une sauce à l’ail, puis le découpant, en panant les morceaux de cuisse qui vont être poêlés comme les morceaux de poitrine, juste avant d’être dressés et servis avec la sauce.

## Consommation d'oie
Manger une oie à la Saint-Martin est une tradition du nord de l'Europe qui consiste à consommer une oie le jour de la Saint-Martin, à savoir le 11 novembre, dans une période où les oies sont les plus grasses. La légende raconte que saint Martin de Tours, pour éviter d’être nommé évêque s'était caché parmi les oies mais qu'il avait été trahi par leur caquètement. Cette tradition est originaire d'Autriche. Pour les personnes pauvres, l'oie souvent chère est remplacée par une autre volaille.

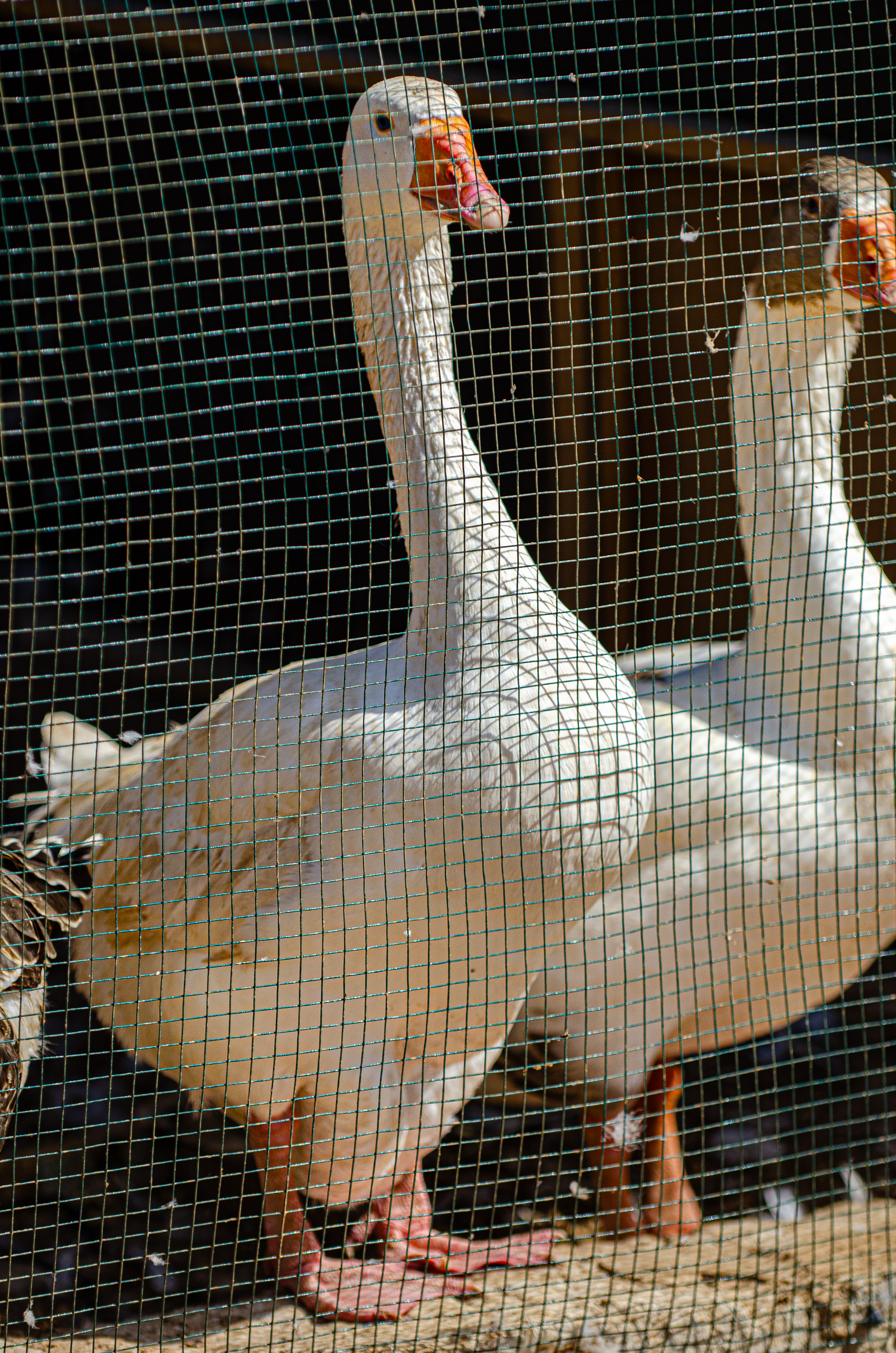
Oie au Sénégal

## Galerie

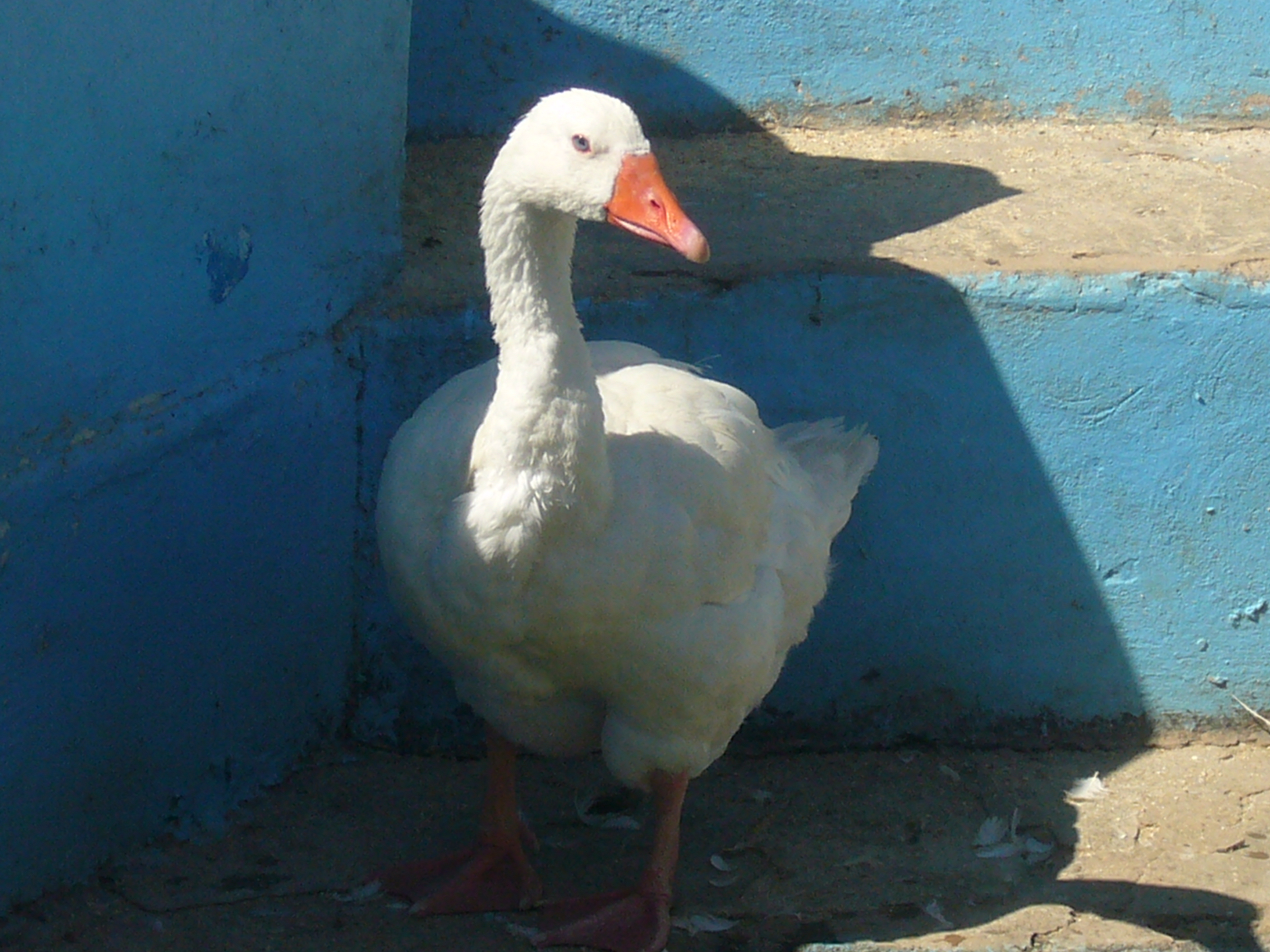
Oie domestique
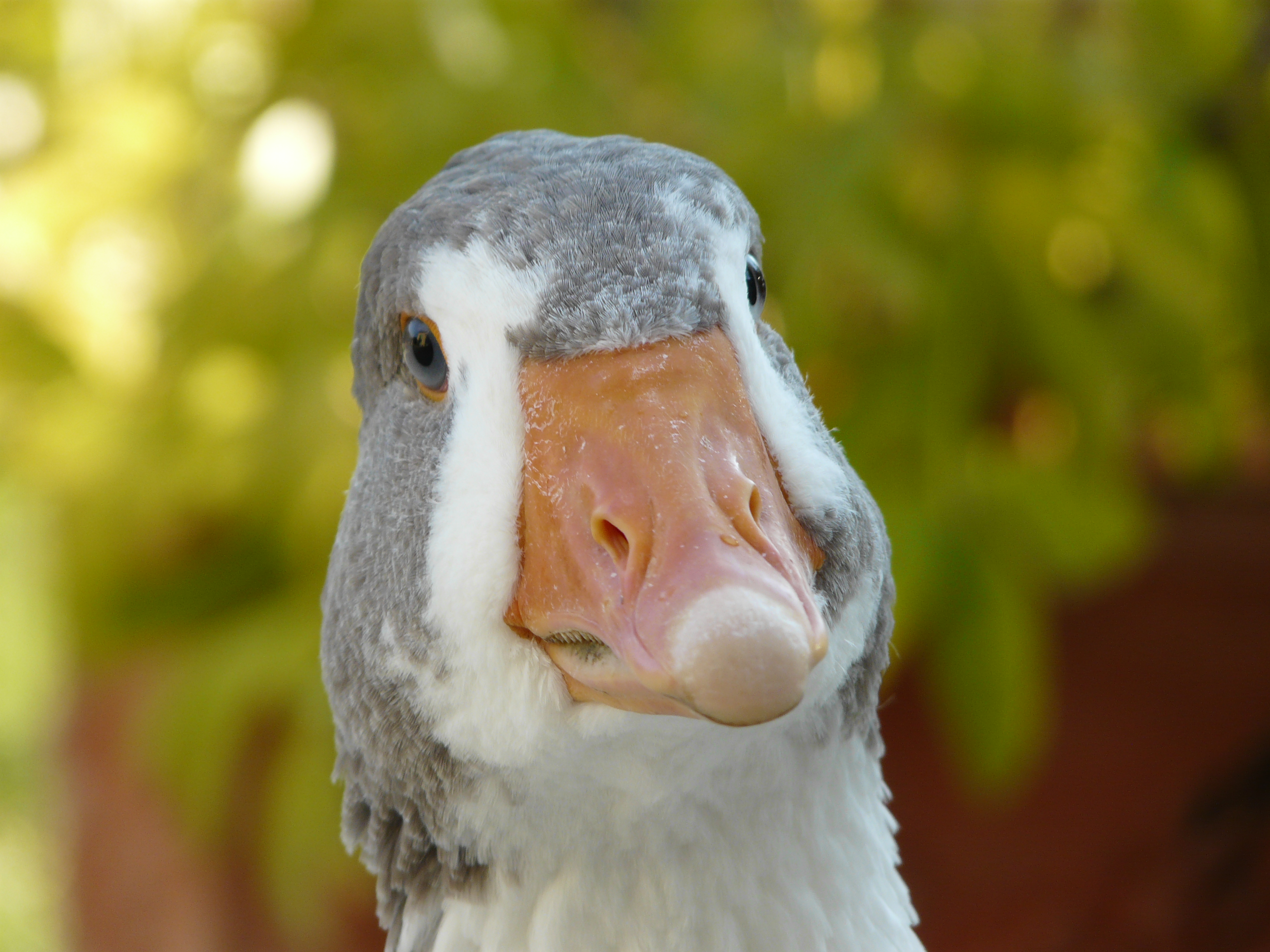
Tête d'une oie domestique.
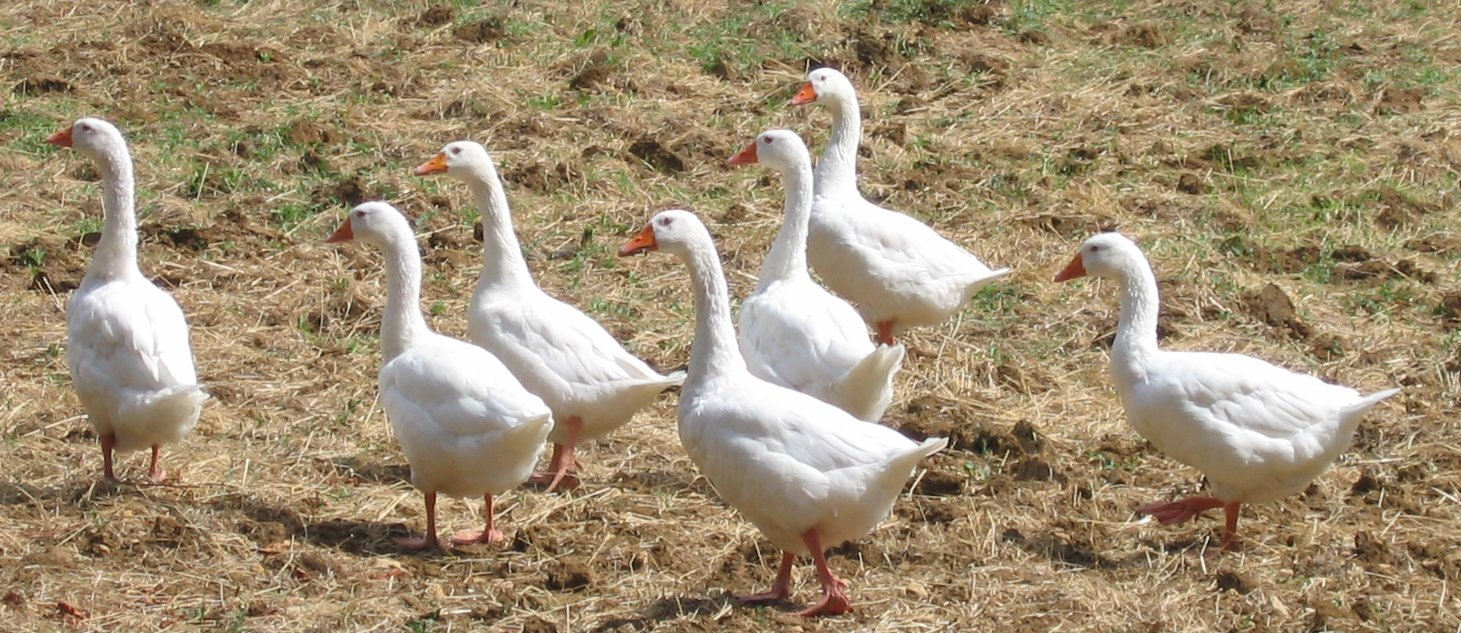
Groupe de sept oies domestiques.
Troupeau d'oies.
- Oie en action.
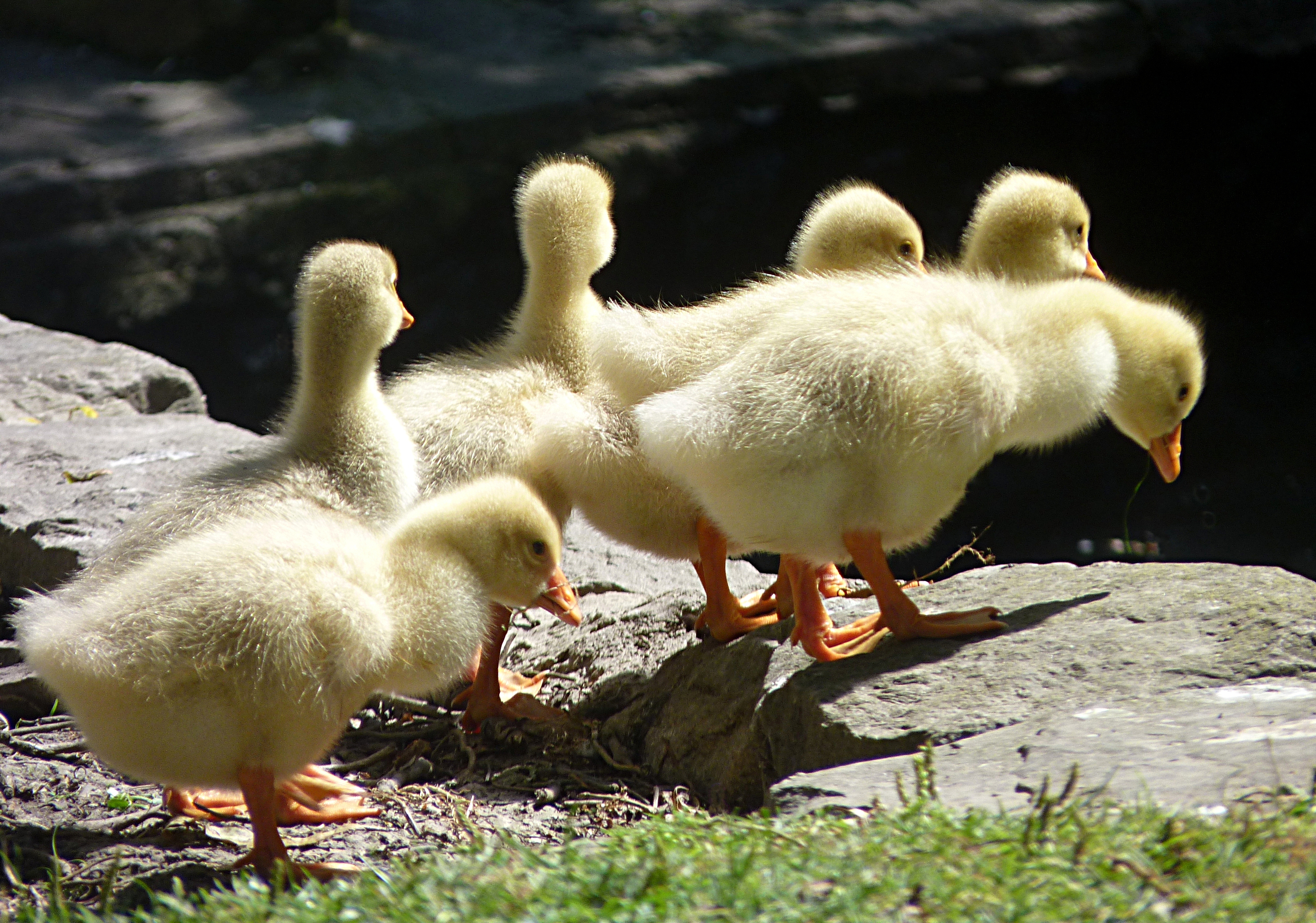
Des oisons.